# Інноваційний процес у митній діяльності
Інноваційний процес у митній діяльності (англ. innovative process in customs activity) — сукупність взаємопов’язаних заходів суб’єктів митних відносин, першою чергою митних органів, підприємств, технопарків, вільних економічних зон, транскордонних утворень, діяльність яких має інноваційне спрямування, направлених на створення, впровадження, поширення та реалізацію інновацій та інноваційної продукції або послуг ; об’єкт управління інноваціями, який можна розуміти як такий, що описує шлях перетворення нових та/або існуючих знань (вмінь, навичок) у товарні рішення – продуктові («Смарт-митниця», віддалений випуск, автоматизована система «Єдине вікно», технології попереднього інформування АСІ та АРІ тощо) або процесні інновації (Homo-scan, RFID-технології, Blockchain-технології); підготовка і здійснення інноваційних змін у митній діяльності ; засіб задоволення суспільних потреб на основі впровадження досягнень науки і митних технологій.

### Етапи інноваційного процесу
Основними етапами інноваційного процесу є:
- генерація інноваційних ідей, які мають відповідати принципу пріоритетності інновацій, мати у собі експортний потенціал товару або послуги інтелектуального характеру;
- оцінка інноваційних проєктів та потенціалу інновацій, пошук найбільш креативної (унікальної, значущої для суспільства) інновації. Інноваційний проєкт має строго відповідати корпоративній та інноваційній стратегіям, мати високу ймовірність успіху;
- оцінювання зовнішніх, внутрішніх, критичних, специфічних та інтерспецифічних ресурсів з метою валідації інновації;
- науково-дослідна робота й формування концепції з метою перевірки гіпотези про доцільність нововведення та формулювання концепції інновації і плану освоєння, а також розробка мінімально життєздатного продукту (прототипу);
- виробництво і маркетинг;
- комерціалізація інновацій;
- задоволення суспільних потреб та одержання інноваційного ефекту [5].

## Блокчейн-технологія в митній діяльності
Блокчейн-технологія в митній діяльності (англ. blockchain technology in customs activity) — це інноваційна модель єдиної інформаційної мережі . Стратегічною метою партнерських взаємовідносин між митними службами інших країн, іншими державними органами України, українськими та зарубіжними суб’єктами ЗЕД є створення міжнародної бази митної інформації, яка має об’єднувати національні електронні бази даних в єдину інформаційну мережу на основі інноваційної блокчейн-технології. Це дасть змогу забезпечувати вільний обмін інформацією між усіма суб’єктами.

## Електронна митниця у процедурі митно-тарифного контролю
Електронна митниця у процедурі митно-тарифного контролю (англ. electronic customs in the customs and tariff control procedure) — інтерпретується як сучасний підхід до регулювання зовнішньоекономічної діяльності. Митна служба має застосовувати інноваційні технології для ведення  електронного бізнесу, торгівлі, електронних зовнішньоекономічних документів. Процедура митно-тарифного контролю буде значно простішою та прозорішою. Ефективна реалізація цієї системи дозволить скоротити час митного оформлення, що дасть змогу проводити митні процедури товарів у єдиному місці та в будь-який час .

## Диджиталізація митних процедур
Диджиталізація митних процедур (англ. digitalization of customs procedures) — це процес, що убезпечує розвиток онлайн-сервісів, впровадження спеціалізованих програмних продуктів (мобільних додатків) для доступу до онлайн-сервісів та профільних продуктів податкового адміністрування для бізнесу та фізичних осіб-платників, оптимізацію часу випуску товарів із використанням інструментів типу ВМО (TimeReleaseStudy), здійснення подальшого розвитку електронної системи обміну інформацією за принципом «єдиного вікна», впровадження інституту уповноваженого економічного оператора, приєднання до Нової комп’ютеризованої системи (NCTS), розвиток системи управління ризиками у сфері митного контролю, створення підрозділів митної варти тощо. Диджиталізація торкається, першою чергою, таких електронних сервісів, як електронний акциз (е-Акциз), електронний чек, «Смарт-митниця», електронний кабінет платника, автоматизована система «Єдине вікно», система автоматичного відшкодування ПДВ, система автоматизованого моніторингу, електронний аудит (е-Аудит) . Диджиталізація митних процедур охоплює комплексний моніторинг безперервного потоку інформації від суб’єктів зовнішньоекономічної діяльності, основними цілями якої є:                                     
— усунення паперових документів;
— боротьба із шахрайством, організованою злочинністю і тероризмом; 
— поліпшення якості товарів і безпеки торгівлі; 
— стандартизація функціонування митниці; 
— захист прав інтелектуальної власності та національної культурної спадщини .
Найбільш поширені інновації, які   імплементуються   у  митній   системі   України в аспекті диджиталізації: створення єдиної автоматизованої інформаційної системи митних органів, використання  системи управління  ризиками, е-Customs і е-торгівля, співпраця Державної митної служби України з митними адміністраціями інших країн в рамках концепції «безшовного потоку інформації», контроль на спільному кордоні, перехід  до  електронного декларування, електронно-логістичного супроводу вантажів, організація роботи за принципом «єдиного офісу», застосування інноваційних технологій підготовки фахівців митної справи [2]. 

## Смарт-митниця як результат запровадження інновацій
Смарт-митниця як результат запровадження інновацій (англ. Smart Customs as a result of introduction of innovation) поєднує всі інноваційні процеси; це процес постійного інноваційного вдосконалення процедур митного оформлення та митного контролю. Концепція нової митниці базується на використанні інноваційних технологій, які перетворюють митне адміністрування на швидкий і високотехнологічний процес. Smart Customs використовуватиме інтелектуальну систему ризиків, єдиний портал для видачі дозволів, електронне декларування, керуватиме та контролюватиме всі ланцюжки поставок, постмитний контроль та постаудит, використовуватиме високотехнологічні технічні засоби митного контролю. Це працюватиме таким чином:
— Митниця здійснюватиме обмін попередньою інформацією з авіалініями, морськими лінійними агентами, Укрзалізницею, адміністрацією Державної прикордонної служби, NCTS – TIRepd.
— Використання високотехнологічних технічних засобів митного контролю передбачатиме відеоспостереження та відеоконтроль, зчитування номерних знаків, ваговий контроль та застосування скануючих систем.
— Важливою новацією стане застосування електронного талону в пунктах пропуску через державний кордон.
— ДФС зчитуватиме дані у власну інформаційну систему, вноситиме дані, необхідні для проведення митного контролю, здійснюватиме аналіз ризиків та проставлятиме відмітку «перевірено».
— За цим талоном транспортний засіб виїжджає за межі пункту пропуску. Така процедура дозволить пришвидшити проведення митних процедур при перетині митного кордону.
— Декларування товарів на «Смарт-митниці» здійснюватиметься за принципом «Єдиного вікна» .